# Feltia evanidalis
Feltia evanidalis là một loài bướm đêm trong họ Noctuidae.